# Dorota Kwiatkowska
Dorota Kwiatkowska-Rae (ur. 15 września 1957 w Warszawie, zm. 19 grudnia 2018 w Adelajdzie) – polska aktorka.

## Życiorys

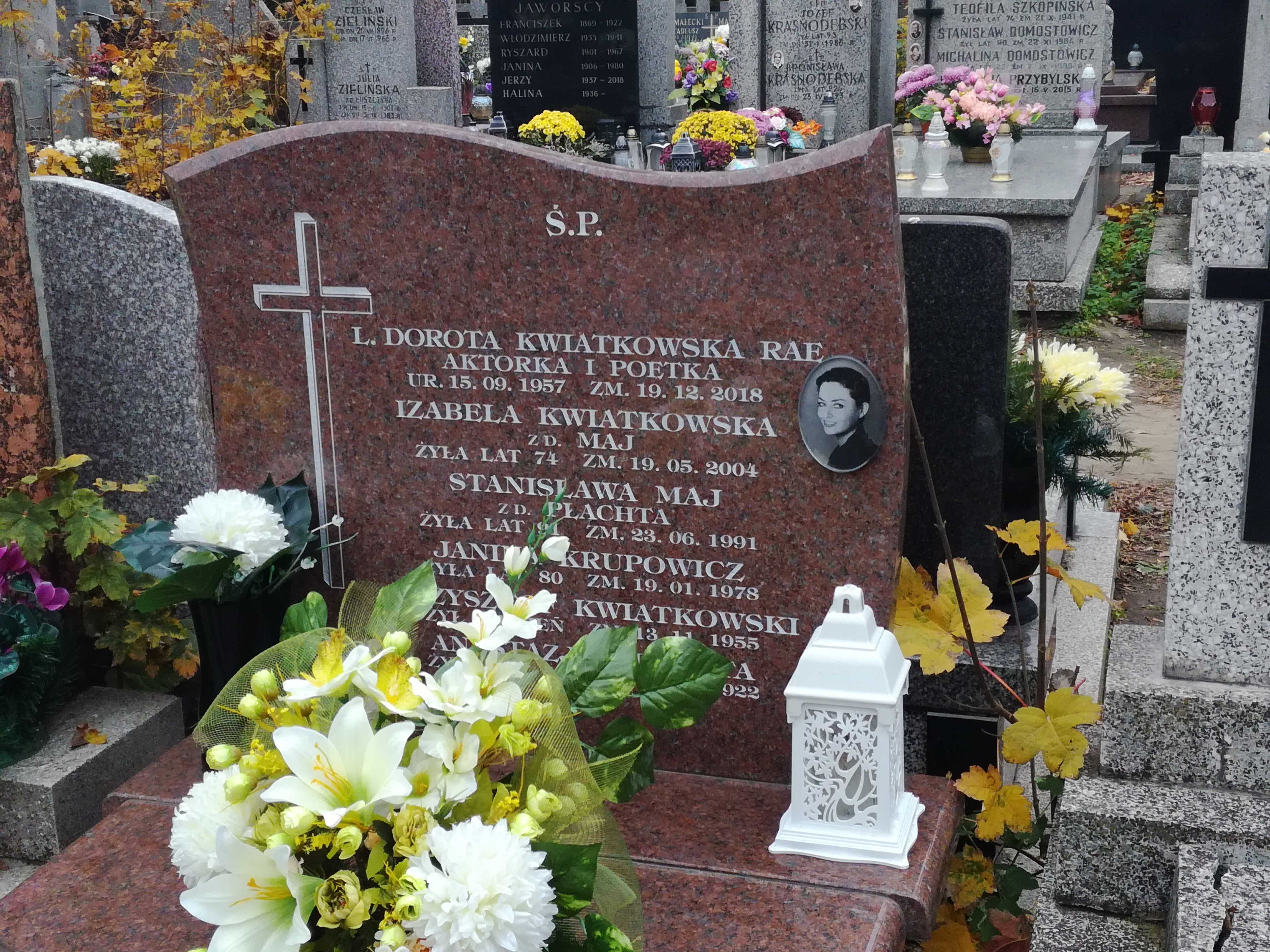
Grób Doroty Kwiatkowskiej-Rae na cmentarzu Bródnowskim

W 1980 roku ukończyła PWST w Warszawie. Ukończyła także podyplomowe studia teatralne w Leningradzie.
Po studiach była aktorką Teatru Powszechnego w Warszawie. W 1986 roku wyjechała na stypendium teatralne do Wielkiej Brytanii. Mieszkała w Australii. W Polsce była znana głównie z filmów Thais i Widziadło. Jest pochowana w grobie rodzinnym na cmentarzu Bródnowskim (kwatera 26F-2-5).

## Filmografia
- 2017: Blondynka – Irmina, siostra felczerowej
- 2016: Druga szansa – ekspedientka
- 2011: Hotel 52 – Izabela Hajdar, wdowa po Jerzym Hajdarze
- 2010: Trzy minuty. 21:37 – aktorka Jane Walsh
- 2008: Na dobre i na złe – pacjentka
- 2006–2010: My baby – Urszula Bogacka-Rich
- 2004: Pensjonat pod Różą – Lidka Krasny, przyjaciółka Maryli, była żona Olgierda, matka Róży
- 2002: Na dobre i na złe – Marzena Pawłowska, położna w Grabowie
- 2001: Kameleon – Anna Duracz, matka Magdy
- 2000:
  - Gunblast vodka – patolog Sabina
  - Prymas. Trzy lata z tysiąca – Madonna
- 1996: Vilya – Martha
- 1995: Sign-of the lion – Anna
- 1992:
  - Dostoevsky’s traveles
  - Stolen children – narrator
- 1990: Voice of the heart – Yvette
- 1989: Amforans gata – Kate
- 1989: Doktor Who, serial tv – porucznik lotnictwa Lavel
- 1989: Rescuers speaking – ocalała z Holocaustu
- 1988:
  - Edvard – Tulla Larsen
  - Game, set and match – dziennikarka „Solidarności”
  - Testimony – Anna Achmatowa
  - Crossroads – Pamela Gąsiorowski
- 1987:
  - Love after lunch – Joanna
  - Pay off – Sophia
- 1986: Blat – Irena Markova
- 1983:
  - Przeznaczenie – Zofia Smolarska
  - Soból i Panna – Baronowa
  - Thais – Thais
  - Widziadło – Angelika Strumieńska, pierwsza żona Piotra
- 1979: Terrarium – aktorka na przyjęciu u Marii
- 1978: Akwarele – Anka Taborska

Źródło.